# 艾斯卡斯滕峰

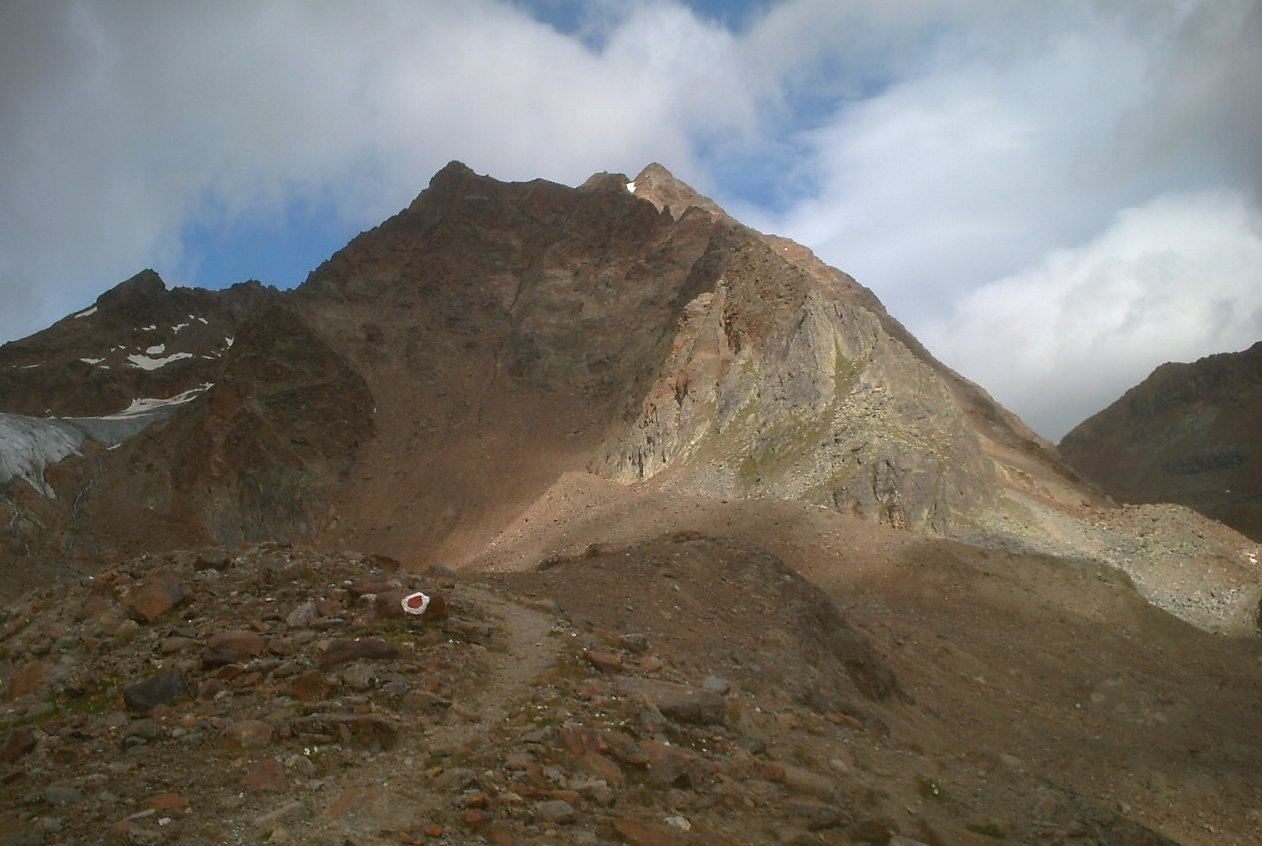

46°55′49″N 10°47′30″E / 46.93028°N 10.79167°E
艾斯卡斯滕峰（德語：Eiskastenspitze），是奧地利的山峰，位於該國西部，由蒂羅爾州負責管轄，屬於奧茨塔爾阿爾卑斯山脈的一部分，距離布利格峰1.2公里，海拔高度3,371米，每年平均降雨量1,357毫米。